# Heliconius ismenius
Heliconius ismenius är en fjärilsart som beskrevs av Pierre André Latreille 1817. Heliconius ismenius ingår i släktet Heliconius och familjen praktfjärilar. Inga underarter finns listade i Catalogue of Life.

## Bildgalleri

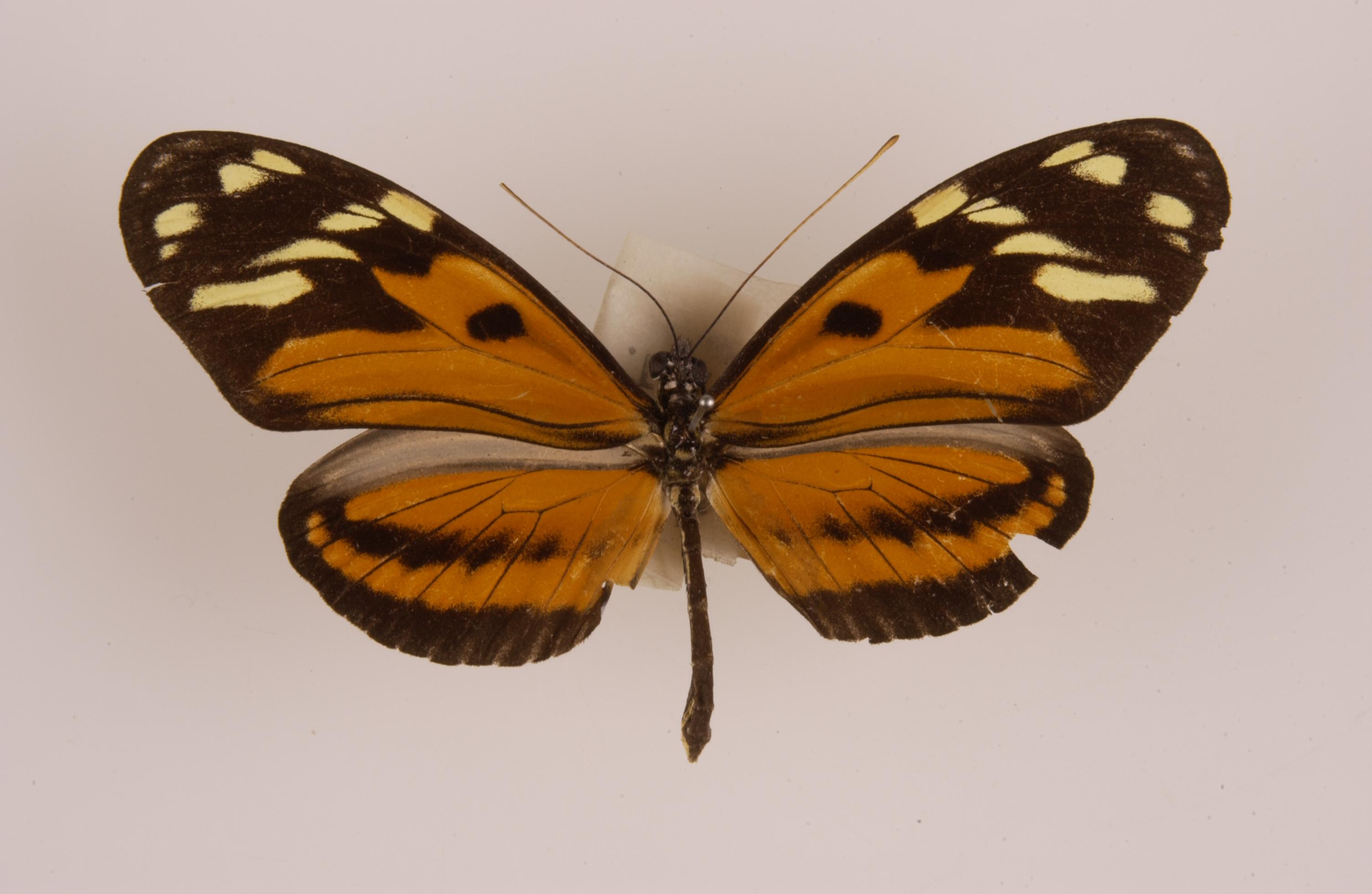
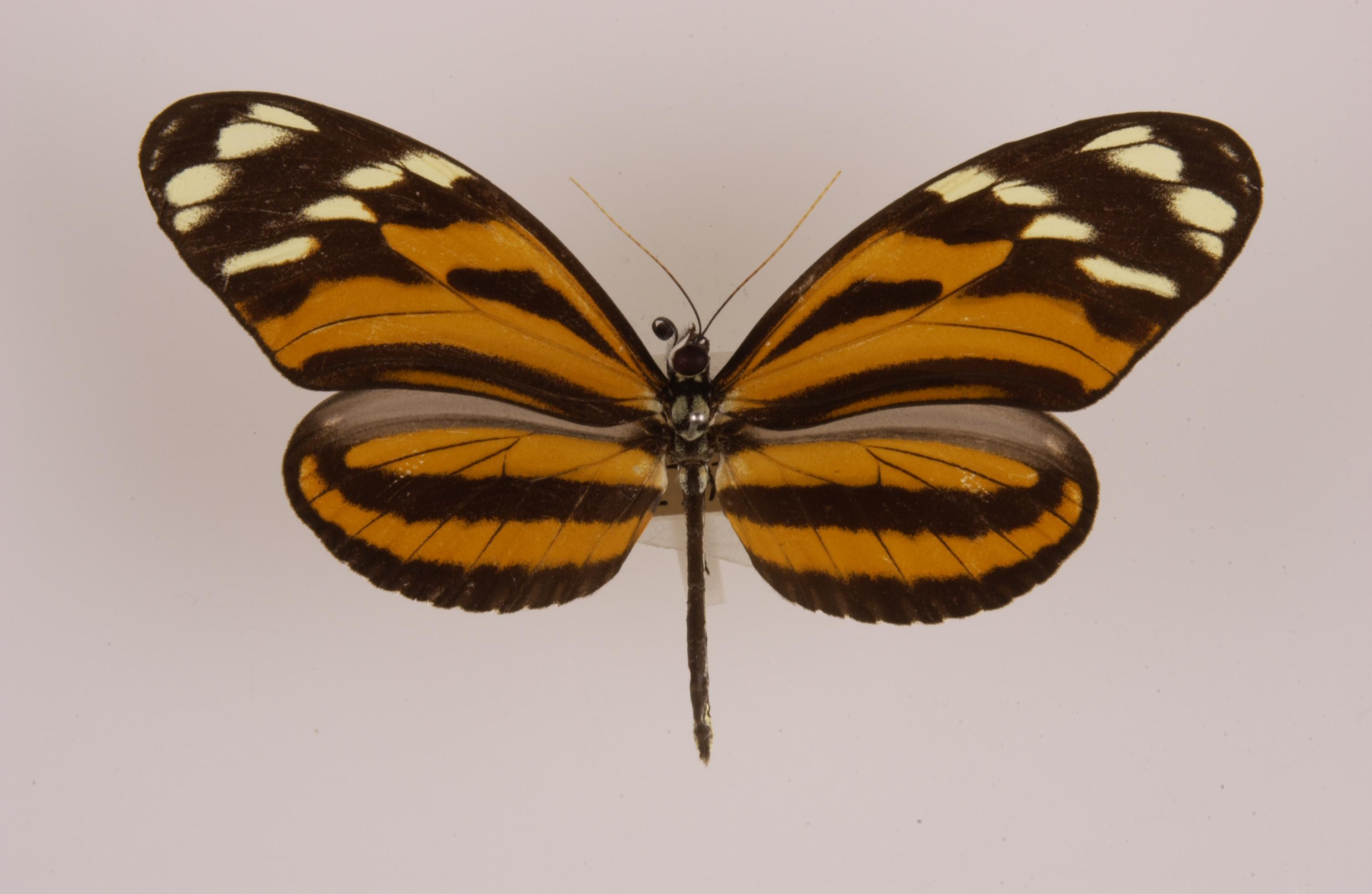
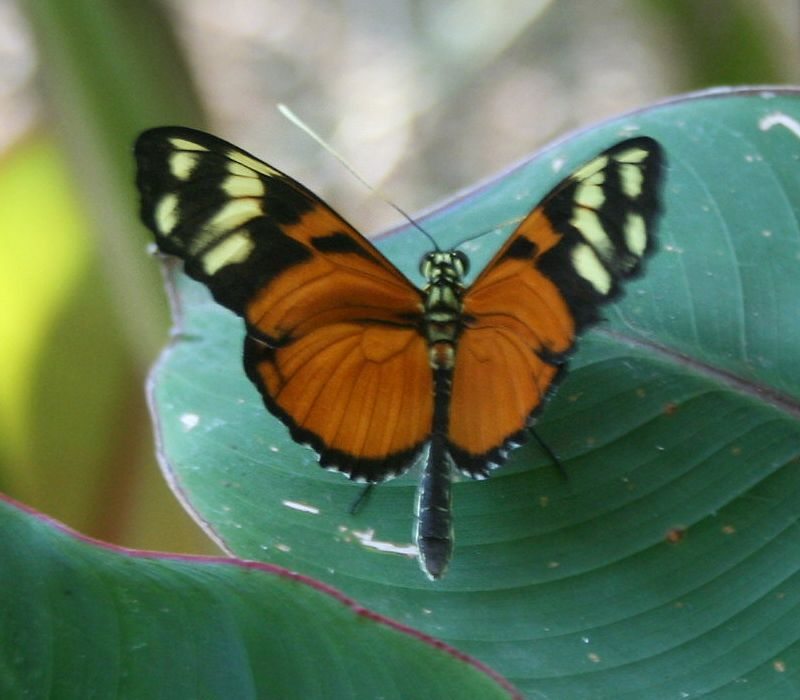
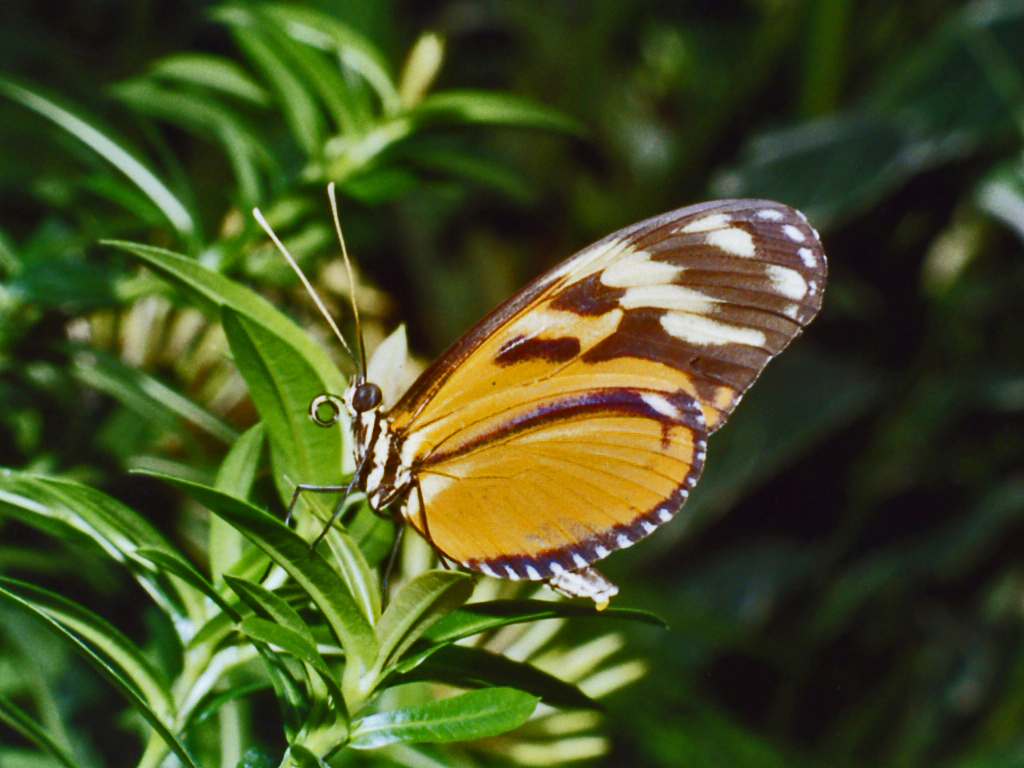